# Drenye (Kriva Palanka)
Drenye (macedónul: Дрење) település Észak-Macedóniában, a Északkeleti körzetben, Kriva Palanka községben.

## Népesség
| Lakosok száma | 139  | 154  | 151  | 148  | 158  | 107  | 211  | 90   | 88   |
|               | 1948 | 1953 | 1961 | 1971 | 1981 | 1991 | 1994 | 2002 | 2021 |

- 2002-ben 90 lakosa volt, akik mindannyian macedónok.